# Birchwood Village (Minnesota)
Birchwood Village è un comune degli Stati Uniti d'America, situato nello Stato del Minnesota, nella contea di Washington.